# Simon Troger
Simon Troger, né le 13 octobre 1693 à Abfaltersbach et mort le 25 septembre 1768 à Haidausen, est un sculpteur tyrolien actif en Bavière entre 1733 et 1768.

## Biographie
Né le 13 octobre 1693 à Abfaltersbach, un village du Tyrol, Simon Troger n'est pas un parent du peintre tyrolien Paul Troger.
Issu d'un milieu modeste, Simon Troger aurait réalisé ses premières sculptures, de simples figurines en bois, alors qu'il gardait les moutons. Après avoir été l'élève du sculpteur Nikolaus Moll (de) (1676-1754), actif à Innsbruck, il s'installe en 1733 en Bavière, où il devient le collaborateur de son compatriote Andreas Faistenberger avant que ses talents soient remarqués par l'électeur Charles VII puis par le fils de celui-ci, Maximilien III Joseph. Ce dernier devient son mécène.
Spécialisé dans les statues et groupes en ivoire aux draperies de bois brun, Troger réalise des compositions baroques qui s'inscrivent dans le mouvement du Rococo germanique.
Selon l'historien de l'art Wilhelm Schmidt (d), Simon Troger serait mort pauvre et aveugle à Haidausen, près de Munich.

Œuvres de Simon Troger
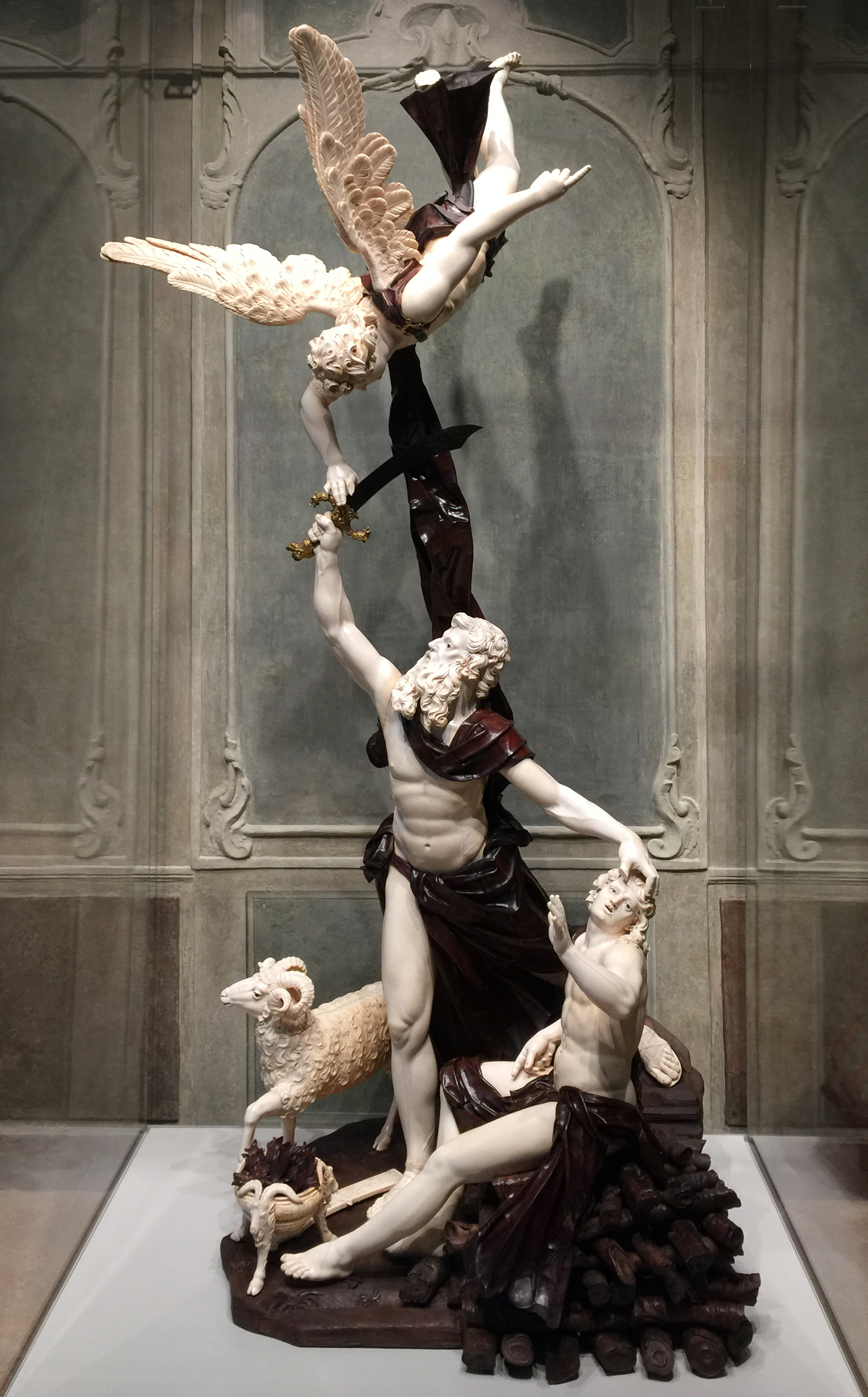
Le Sacrifice d'Isaac, 1738, Brescia, pinacothèque Tosio Martinengo.
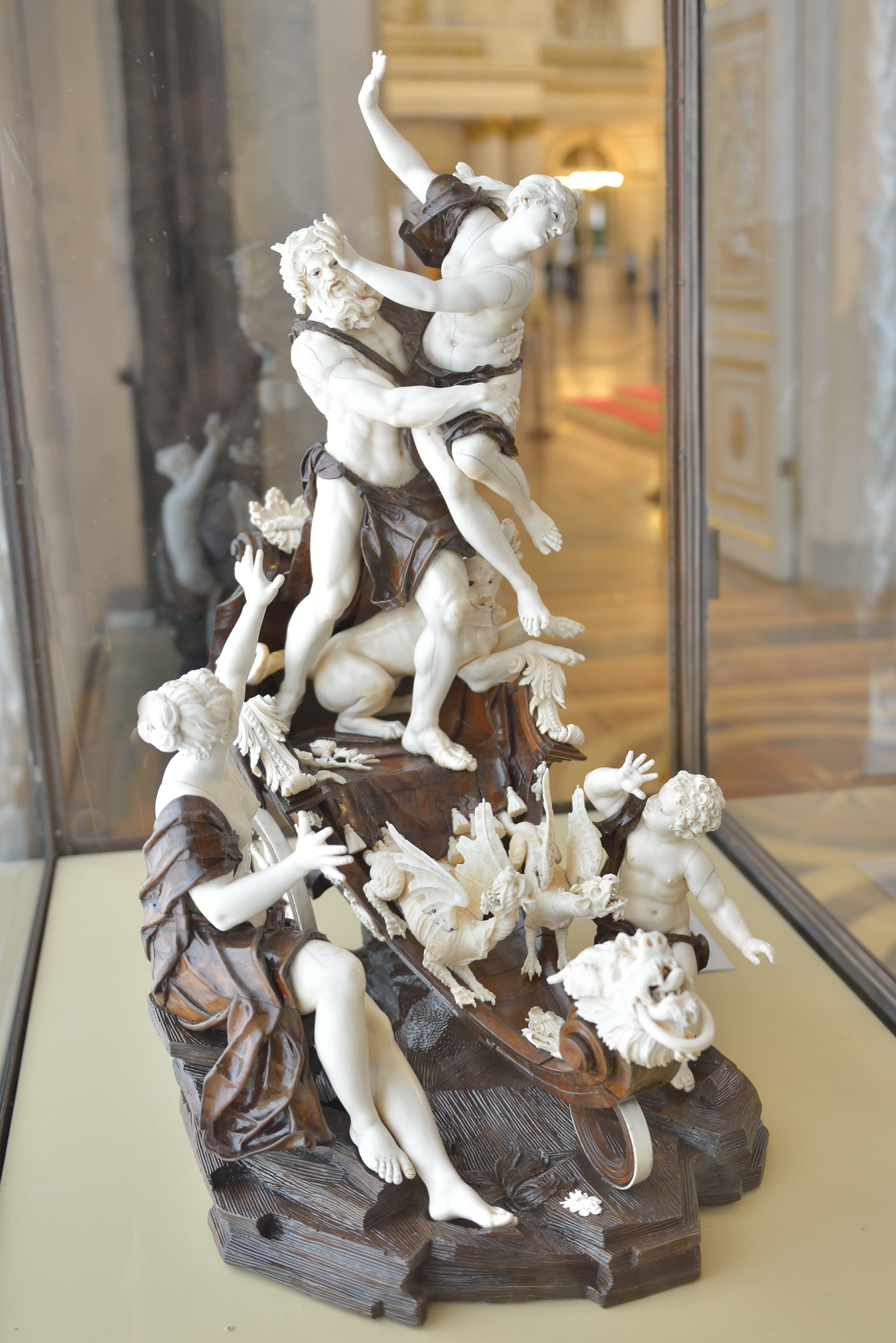
Le Rapt de Proserpine, Saint-Pétersbourg, musée de l'Ermitage.
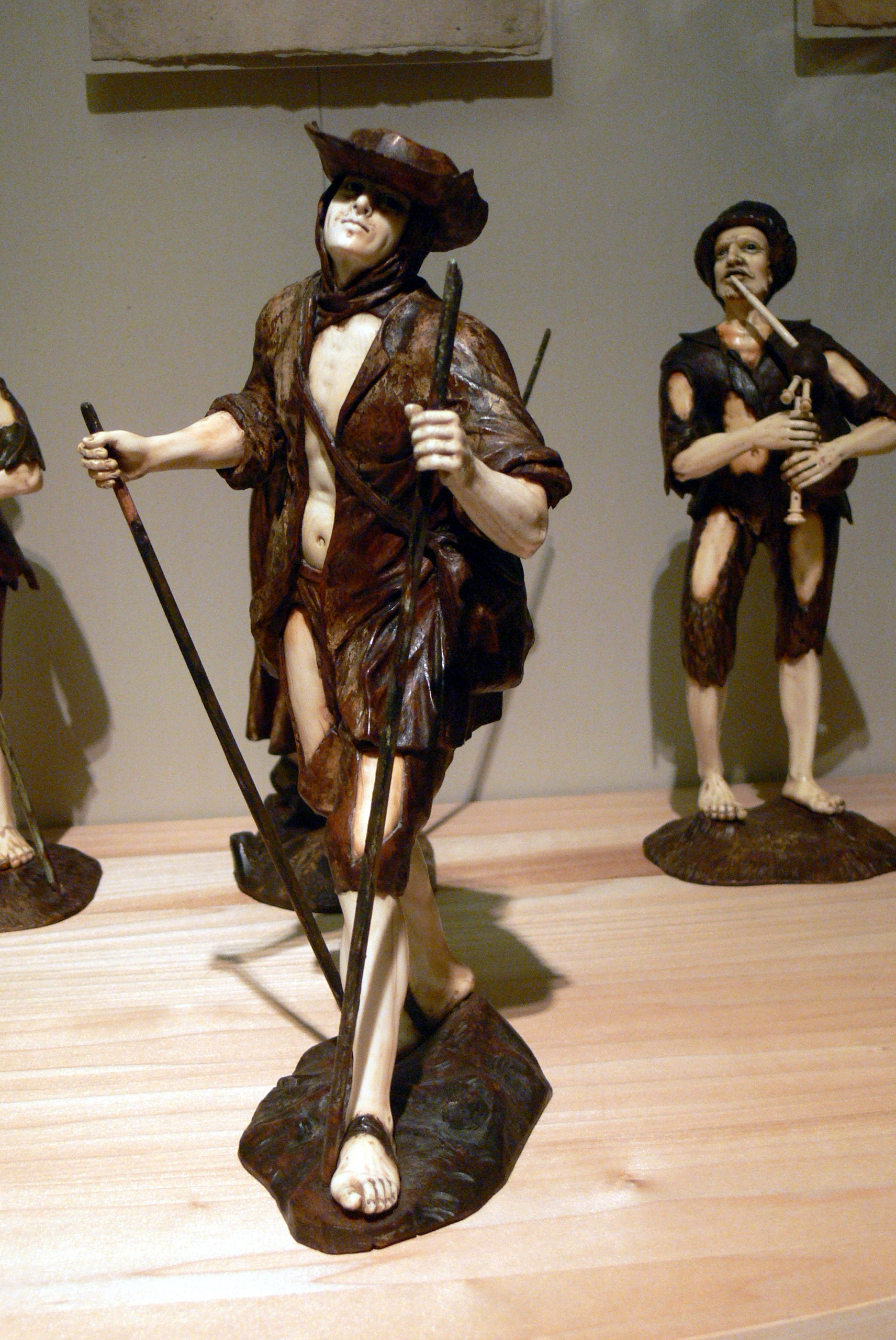
Mendiants, Berlin, Musée historique allemand.